# Pifilca
La pifilca (in lingua mapudungun onomatopea del suono) è un tipo di flauto simile a un fischietto, tipico del popolo Mapuche e diffuso in Patagonia, in particolare nelle province argentine di Rio Negro e Neuquén.

## Descrizione
È un classico aerofono, simile a un flauto, con corpo longitudinale ed apertura verticale obbligata, con un tubo con (a differenza degli altri flauti) una sola perforazione, all'incirca al centro di esso.
Prodotto in legno di latifoglie, è lungo tra i trenta ed i quaranta centimetri, ed è privo di un orifizio da serrare con la bocca. Il fiato va applicato circa alla metà dello strumento, e si ottiene un caratteristico rimbombo cupo. Siccome la pifilca emette un solo suono, è molto utilizzato, anziché in melodie singole, come da accompagnamento o come da sottofondo per il ritmo.